# 斯蒂芬·森纳那亚克
唐·斯蒂芬·森纳那亚克（Don Stephen Senanayake，1884年10月20日—1952年3月22日），錫蘭自治領首任總理（1947年－1952年），民族独立运动领导人。
1946年9月6日森纳那亚克和所罗门·班达拉奈克联合成立了统一国民党并分别担任正副主席，1948年斯里兰卡独立后森纳那亚克就任第一届政府总理。1951年统一国民党内部出现分歧，班达拉奈克率领自己原先所属的僧伽罗大会党人马退出了统一国民党，另建斯里兰卡自由党。1952年森纳那亚克去世后，他的儿子達德利·森納那亞克继任總理。
森纳那亚克一生虔信佛教。